# Kaiserforen

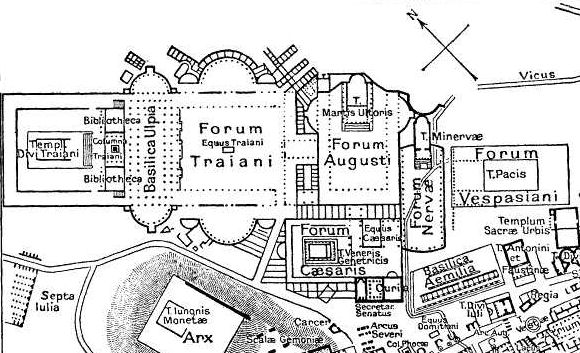
Plan der Kaiserforen

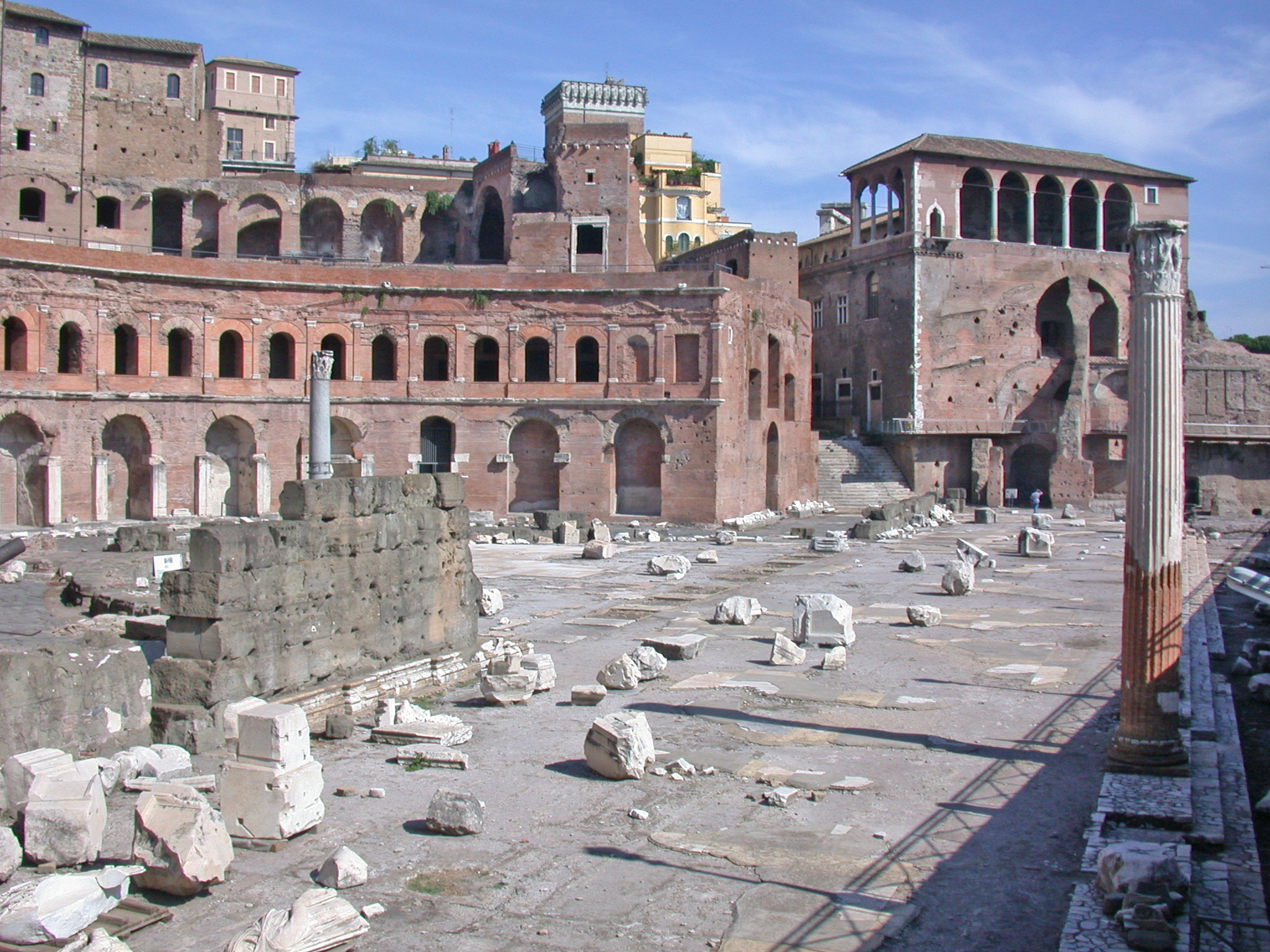
Trajansforum

Die Kaiserforen sind eine Reihe von Erweiterungen des Forum Romanum nach Norden und Osten, die gegen Ende der römischen Republik und in der frühen Kaiserzeit vorgenommen und nach ihren Erbauern benannt wurden.
Der Komplex aus insgesamt fünf Kaiserforen (Caesarforum, Augustusforum, Vespasiansforum, Nerva-Forum oder Transitorium und Trajansforum) entstand aus der Notwendigkeit, das bisherige Zentrum für Politik und Verwaltung von Stadt und Staat den gestiegenen Anforderungen anzupassen und bedeutend zu erweitern. Außerdem wurde zu diesem Zeitpunkt der Wunsch nach einem großartigeren und vornehmeren Aussehen des Forums laut.
Gaius Iulius Caesar ließ ab 54 v. Chr. als erster das antike Stadtzentrum durch ein neues Forum erweitern, das direkt an das alte grenzte und am Fuße des Kapitolshügels lag. Dieses Forum erhielt später nach Caesars Gentilnamen den Namen Forum Iulium. Es hatte eine längliche Rechtecksform, wie es bei öffentlichen Plätzen in Griechenland üblich war, und war auf drei Seiten mit Portiken umzogen; an der Rückseite stand ein Tempel.
Etwa fünfzig Jahre später fügte Augustus nach demselben Schema eine Erweiterung im Osten des Caesarforums hinzu, die auch etwa die gleiche Fläche einnahm. Vom Viertel der Subura wurde es durch eine hohe Mauer getrennt, um es vor den dort regelmäßig ausbrechenden Bränden zu schützen.
71–74 ließ Kaiser Vespasian nach seinem Triumph im Jüdischen Krieg in der Nähe des Augustusforums das Templum Pacis errichten, in dem die aus dem Tempel von Jerusalem erbeuteten Reichtümer aufbewahrt wurden. Der große Platz vor diesem Tempel ähnelte einem Forumsplatz sehr, und als später Kaiser Domitian auf der freigebliebenen Fläche zwischen dem Augustusforum und dem Tempel ein neues Forum anlegte, war ein einheitlicher Komplex entstanden. Dieses neue Forum benannte man nach dem Kaiser Nerva, da er es 97 eingeweiht hatte, oder auch Transitorium, wegen seiner verbindenden Funktion.
Dennoch fügte Kaiser Trajan in den Jahren 107 bis 112 ein weiteres Forum an. Da die zur Verfügung stehende Fläche nicht ausreichte, wurden verschiedene Gebäude und Denkmäler abgerissen und sogar der Hügel, der das Kapitol mit dem Quirinal verband, abgetragen. Somit war eine Verbindung zwischen dem alten Forum und der alten Stadt und der neuen, die inzwischen auf dem Marsfeld entstanden war, geschaffen. Das Trajansforum war das letzte und zugleich beeindruckendste der Kaiserforen.
Von 1924 bis 1932 wurde quer über die antiken Ruinen der Kaiserforen unter Benito Mussolini die Prachtstraße Via dei Fori Imperiali errichtet.